# Dame tu cosita
"Dame tu cosita" ([ˈda.me tu ko.ˈsi.ta], lit. "Dá-me tua coisinha'') é uma canção do artista panamenho El Chombo, com participação do músico de dancehall jamaicano Cutty Ranks. Foi gravado originalmente em 1997, mas estendido e lançado como single em 2018. Um remix com Pitbull e Karol G foi lançado em 29 de agosto de 2018.

## História
A canção foi lançada pela primeira vez no álbum de El Chombo Cuentos de la Cripta II (1997) como uma versão curta sob o título "Introduccion B (El Cosita Mix)". Um remix da canção intitulada "Cosita Mix (New Mix)" foi lançado em 2001 no álbum Cuentos de la Cripta Remixes, no qual se baseia a versão 2018.
Seguindo a popularidade viral da música na Internet, a gravadora francesa Juston Records contratou El Chombo e encomendou uma versão estendida da faixa. A gravadora também adquiriu os direitos do vídeo de ArtNoux e solicitou um novo vídeo para a faixa estendida.
A Ultra Music adquiriu os direitos de distribuição mundial da nova música e videoclipe estendidos. Em abril de 2018, o videoclipe foi carregado no canal da Ultra no YouTube e sua popularidade disparou. A faixa foi lançada como single logo depois, que estreou em 81º lugar na Billboard Hot 100.
Um remix com Pitbull e Karol G foi lançado em 29 de agosto de 2018 e foi produzido por El Chombo e Afro Bros. O remix alcançou a posição # 1 na parada Billboard Bubbling Under Hot 100, que serve como uma extensão para a parada Billboard Hot 100.

## Videoclipe
O vídeo mostra uma animação estendida do vídeo alienígena até o remix completo de "Dame Tu Cosita", animado por ArtNoux e dirigido por Sihem OUILLANI. O vídeo foi o sétimo videoclipe mais visto no YouTube em todo o mundo em 2018. Em agosto de 2020, o vídeo do YouTube recebeu mais de 2,6 bilhões de visualizações, tornando-o o 26º vídeo mais visto do site. O videoclipe do remix com Pitbull e Karol G também foi dirigido por Sihem OUILLANI e foi filmado na Flórida.